# Николаевская церковь (Мелекесс)
Церковь Николая Чудотворца (Свято-Никольская церковь, «Белая церковь») — утраченный православный храм в г. Мелекесс (с 1972 года — Димитровград). Построен в 1879, перестроен в 1897 году в русском стиле. Разрушен коммунистами в 1939 году.

## История

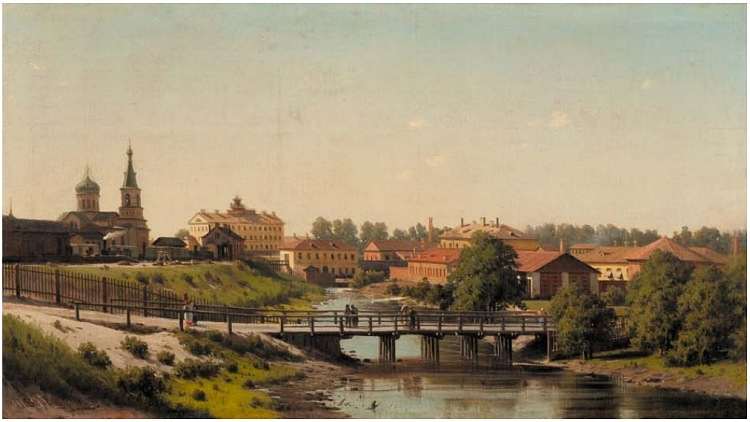
«Вид на Мелекес», худ. П. П. Верещагин (1880). (Церковь до перестройки).

В 1859 году, по инициативе обывателей Мелекесса Павлова и Поддымникова, на добровольные пожертвования на базарной площади был сооружён деревянный храм во имя святого Николая Чудотворца. Постройка церкви положила начало общественному образованию: в 1868 году открыта приходская мужская школа в сторожке при храме. С тех пор площадь у храма стали называть Никольской, как и улицу, ведущую к храму (ныне ул. Аблова). Со временем малая деревянная церковь уже не могла вмещать всех молящихся, и в 1873 году жители приняли решение возвести на свои средства каменный храм, также во имя святителя Николая. Одним из главных благотворителей был  Николай Петрович Масленников, гласный первой посадской думы, купец I гильдии. Он финансировал строительство каменной церкви, отдал свой дом для проживания духовенства. Старая деревянная церковь была закрыта. Все её имущество, деньги и утварь переданы в новый храм. 19 августа 1879 года новую Никольскую церковь освятили. В ноябре 1880 года попечители и прихожане упразднённого храма, ввиду маловместимости, по числу населения посада, нового каменного храма и недостаточности одного священника, ходатайствовали перед правящим архиереем об учреждении при старой закрытой церкви другого прихода. За неимением собственных средств просили Думу принять на средства городской кассы расход на необходимый ремонт церкви. В течение лета 1881 года посадской Управой произведена перепись населения и на её основании посад подразделён на два прихода. Поэтому до 1889 года в посаде Мелекесс действовали две церкви — деревянная Старо-Никольская и новая каменная «белая церковь», называемая в народе Ново-Никольской. В пожаре 1889 года сгорели деревянная Старо-Никольская церковь и все окружающие её торговые ряды, жилые кварталы. Заготовленные для постройки нового Александра-Невского храма кирпич и известь тоже были уничтожены. 4 января 1890 года Дума решила «постройку нового храма в честь святого князя Александра Невского произвести на месте сгоревшей деревянной церкви». В 1935 году богослужение в храме было запрещено, а здание Свято-Никольского храма в 1939 году разобрали.
Ныне на месте, где когда то стоял Никольский храм, сейчас занимает парк Духовности.

В 2007 году Министерство связи России выпустило ХМК — «Димитровград на старых открытках. Пос. Мелекесс, Сам. губ. Хлебная площадь», где изображена Свято-Никольская церковь.

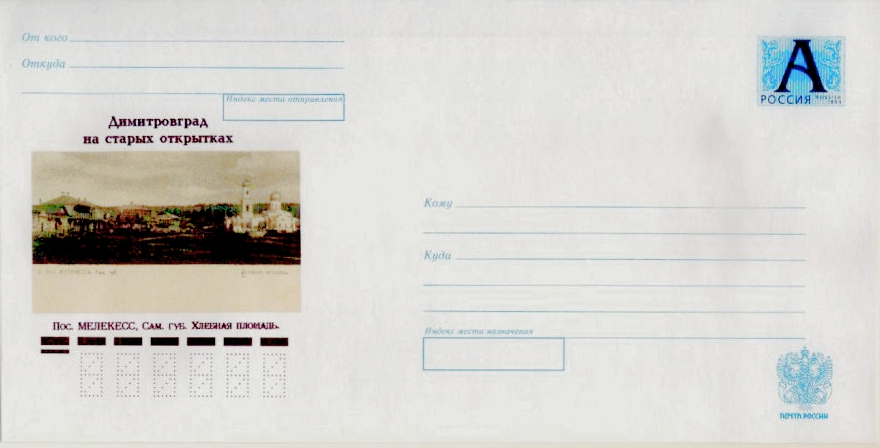
ХМК РФ 2007 г. Димитровград на старых открытках. Пос. Мелекесс, Сам. губ. Хлебная площадь.

## Архитектура
Храм отличался простотой форм. Его кубический свод венчал единственный купол, покоящийся на круглом барабане с прорезными арками окон. Четырёхугольная двухъярусная колокольня завершалась высоким круглым барабаном с куполом. Внутреннее убранство храма соответствовало его внешнему облику: стены, как и наружная облицовка, были оштукатурены и выбелены. Благодаря белому цвету и позолоченным крестам на куполах храм всегда имел праздничный вид. 

## Настоятели
- Настоятелем нового прихода был священник Андрей Иванов[2];
- протоиерей Алексей Люстрицкий (на 1904)[2];
- Священник Порфирий Васильевич Высоков (на 1913)[2];
- диакон Пётр Весновский (на 1913)[2];
- заштатный протоиерей Алексей Иванович Люстрицкий († 27.03.1914);
- епископ Ульяновский Владимир (Горьковский) служил в Никольской церкви с 22 октября 1935 года до 28 июля 1937 года, был арестован[5];
- до ареста в 1937 году — протоиереем был Алексей Павлович Охотин[6].
- настоятелем Никольской церкви г. Мелекесса с 1946 года был отец Гавриил (Игошкин)[7].